# 벨고로드주
벨고로드주(러시아어: Белгоро́дская о́бласть 벨고로드스카야 오블라스티[*])는 러시아의 연방주체(주)이다. 행정중심은 벨고로드의 도시다. 2021년 기준 인구는 1,540,486명이다.

## 지리

### 시간대
벨고로드주는 모스크바 시간(MSK/MSD)에 놓여 있다. UTC와의 차이는 +0300 (MSK)/+0400 (MSD)이다.

## 행정 구역

### 군
- 알렉세옙스키군
- 벨고로츠키군
- 보리솝스키군
- 체르냔스키군
- 그라이보론스키군
- 굽킨스키군
- 이브냔스키군
- 코로찬스키군
- 크라스넨스키군
- 크라스노그바르데이스키군
- 크라스노야루시스키군
- 노보오스콜스키군
- 프로호롭스키군
- 라키탼스키군
- 로벤스코이군
- 셰베킨스키군
- 스타로오스콜스키군
- 발루이스키군
- 베이델렙스키군
- 볼로코놉스키군
- 야코블렙스키군

### 도시
- 알렉세옙카
- 벨고로드
- 발루이키
- 굽킨
- 셰베키노
- 스타리오스콜
- 그라이보론

## 주민
주민의 93%가 러시아인, 5%가 우크라이나인, 0,4%가 벨라루스인이다.
| 민족           | 2002년도의 인구수 (*보관됨 2012-01-26 - 웨이백 머신) |
| -------------- | ---------------------------------------------------- |
| 러시아인       | 1404,0                                               |
| 우크라이나인   | 57,8                                                 |
| 아르메니아인   | 7,8                                                  |
| 벨라루스인     | 4,9                                                  |
| 아제르바이잔인 | 4,5                                                  |
| 튀르키예인     | 4,0                                                  |
| 타타르인       | 3,4                                                  |
| 독일인         | 2,2                                                  |
| 몰도바인       | 2,0                                                  |
| 집시           | 1,8                                                  |
| 조지아인       | 1,1                                                  |